# Ivar Thorling
Anders Ivar Thorling, född den 27 december 1878 i Torpa församling, Östergötlands län,  död den 5 februari 1963 i Uppsala domkyrkoförsamling, Uppsala
, var en svensk läkare, akademisk lärare och vetenskaplig författare. 
Ivar Thorling var far till Leif Thorling.
Ivar Thorling blev medicine licentiat vid Karolinska institutet 1909 och medicine doktor vid Uppsala universitet 1918, där han samma år blev docent i praktisk medicin, och efter att ha varit dels biträdande lärare i medicin, dels tillförordnad professor i praktisk medicin, dels tillförordnad professor ì praktisk medicin och pediatrik 1923 utnämndes till professor i pediatrik och praktisk medicin. Utom verksamhet som enskild praktiker var Thorling läkare vid Sätra brunn 1911–1913 och Ronneby brunn 1914–1917 samt vid Samariterhemmet i Uppsala från 1910. Thorling offentliggjorde ett flertal vetenskapliga avhandlingar, däribland gradualavhandlingen Studier över alkalikloridernas omsättning och antagonismverkningar (1918). Han är begravd på Uppsala gamla kyrkogård.